# Contenzioso tributario
Il contenzioso tributario è un procedimento giurisdizionale che ha ad oggetto le controversie di natura tributaria tra il contribuente e l'amministrazione finanziaria.

## In Italia
È attualmente regolato dal decreto legislativo n. 546 del 31 dicembre 1992, il quale, all'articolo 1, comma 2, statuisce che:

### Oggetto del contenzioso
Oggetto del processo sono gli atti amministrativi dell'amministrazione finanziaria, impugnati dal contribuente. È noto che l'amministrazione può emettere atti vincolanti per il contribuente, se non tempestivamente impugnati, senza dover ricorrere all'autorità giudiziaria.

### Giurisdizione
La competenza spetta alla commissione tributaria. Il contenzioso tributario può instaurarsi solo a seguito dell'impugnazione di uno degli atti tassativamente prescritti dall'articolo 19 del decreto legislativo n. 546/1992. Gli atti avverso i quali può essere proposto ricorso sono:
1. l'avviso di accertamento del tributo;
2. l'avviso di liquidazione del tributo;
3. il provvedimento che irroga le sanzioni;
4. il ruolo e la cartella di pagamento;
5. l'avviso di mora;
6. l'iscrizione di ipoteca sugli immobili;
7. il fermo di beni mobili registrati;
8. gli atti relativi alle operazioni catastali;
9. il rifiuto espresso o tacito della restituzione di tributi, sanzioni pecuniarie ed interessi o altri accessori non dovuti;
10. il diniego o la revoca di agevolazioni o il rigetto di domande di definizione agevolata di rapporti tributari;
11. ogni altro atto per il quale la legge ne preveda l'autonoma impugnabilità davanti alle commissioni tributarie.

Le controversie in materia di esecuzione forzata tributaria relativamente alle questioni concernenti la pignorabilità dei beni, di opposizione di terzo e il ricorso avverso l'agente della riscossione, appartengono alla giurisdizione del giudice ordinario e, ai sensi dell'articolo 9 del codice di procedura civile, sono di competenza del Tribunale.
Ai sensi dell'articolo 2, commi 1 e 2, del decreto legislativo n. 546/1992:
Il comma 3 dell'articolo 19 prevede che «gli atti diversi da quelli indicati non sono impugnabili autonomamente. Ognuno degli atti autonomamente impugnabili può essere impugnato solo per vizi propri». Per «vizi propri» s'intendono i vizi concernenti l'atto impugnato. Ad esempio, se l'ufficio fiscale invia al contribuente un avviso di accertamento e, successivamente, iscrive a ruolo le somme accertate, il contribuente, se vorrà proporre ricorso contro l'avviso di accertamento, non potrà far valere i vizi che l'hanno inficiato nel giudizio contro il ruolo.
Infine, per proporre ricorso contro un atto non autonomamente impugnabile, il contribuente dovrà attendere che l'Amministrazione finanziaria inoltri uno degli atti impugnabili ai sensi dell'articolo 19, comma 1, e proporre ricorso contro entrambi.
Negli ultimi anni sono state introdotte alcune importanti novità alla normativa sul contenzioso tributario. Anzitutto, dal 1º gennaio 2016 per le controversie di valore non superiore a 20.000 euro il ricorso produce anche gli effetti del reclamo e può contenere anche una dettagliata proposta di mediazione, cioè di rideterminazione degli importi dovuti. Per gli atti notificati a partire dal 1º gennaio 2018, l’ambito di applicazione del reclamo è stato ampliato alle controversie di valore non superiore a 50.000 euro (decreto legge n. 50/2017).

### Introduzione del processo: il ricorso del contribuente
Con il d.l. 70/2011 (cosiddetto "decreto sviluppo") diventato legge 106/2011, e il dl 98/2011 (cosiddetto "decreto stabilizzazione") diventato legge 111/2011, l'avviso di accertamento diviene titolo esecutivo al pari della cartella esattoriale. Entrambi danno luogo a riscossione coattiva e possono essere oggetto di impugnazione e richiesta di sospensiva con differenti termini.
Stante questa nuova disciplina, la cartella esattoriale non è più un atto obbligatorio per la riscossione del credito, l'amministrazione potrebbe limitarsi alla sola notifica dell'avviso di accertamento.
Per la cartella esattoriale, vige la precedente disciplina, che prevede il termine perentorio di 60 giorni dalla notifica dell'atto, perché il contribuente possa proporre ricorso. Per l'avviso di accertamento, il termine è di 90 giorni. Scaduto il termine, l'atto è trasmesso al concessionario per la riscossione coattiva. Nel caso dell'avviso di accertamento, se il contribuente propone ricorso e istanza di sospensione, l'agente di riscossione deve applicare automaticamente una sospensione delle azioni esecutive fino alla decisione del giudice tributario, ovvero per un massimo di 180 giorni: il giudice tributario ha contestualmente 180 giorni per pronunciarsi sulla richiesta di sospensiva, termine oltre il quale si intende respinta.
Il contribuente che propone ricorso è tenuto ad anticipare il 30% dell'importo oggetto di contestazione (quota ridotta dal 50% previsto prima della riforma).
Con l'attuale procedimento, risulta penalizzato il diritto di difesa, in quanto l'anticipo del 30% della sanzione entro il termine di 60 giorni è un presupposto per proporre ricorso, incompatibile con la presunzione d'innocenza. Il procedimento non prevede deroghe al pagamento: né a posteriori la facoltà di presentare un'istanza di sospensione per danno grave e irreparabile (contemplata per le sole azioni esecutive), né a priori un tetto massimo all'importo da anticipare in relazione al reddito dichiarato del contribuente, o presumibile da riferimenti normativi di settore. Viceversa, chi non propone ricorso, può chiedere all'agente di riscossione una dilazione e rateizzazione dei pagamenti.
In secondo luogo, caso unico nell'ordinamento, la legislazione introduce un termine di prescrizione alla durata dei ricorsi che si pone a svantaggio della difesa, in quanto si preclude al contribuente la sospensione delle azioni esecutive qualora il giudice tributario non si pronunci entro 180 giorni dalla presentazione dell'istanza.
Il termine di 60 giorni per le cartelle esattoriali è improprio, in quanto la disciplina di tale ricorso, è ripresa da quella della citazione nel processo civile. Il ricorso va dunque preventivamente notificato all'ufficio che ha emesso l'atto, entro il sessantesimo giorno dalla notifica dell'atto stesso, a pena di decadenza. I termini per impugnare sono sospesi tra il 1º agosto e il 31 agosto, per la sospensione feriale dei termini. La notifica può farsi, oltre che tramite ufficiale giudiziario, anche mediante consegna a mano all'ufficio che ne rilascia ricevuta (trattandosi di uffici pubblici la ricevuta di protocollo costituisce prova della consegna) o a mezzo posta mediante plico raccomandato senza busta.
Entro i trenta giorni successivi, il ricorrente deve depositare il ricorso notificato alla segreteria della commissione tributaria provinciale, unitamente ai documenti da presentare e all'atto impugnato (o ad una copia).
L'ufficio si costituisce entro 60 giorni dall'avvenuta notifica del ricorso, depositando l'atto di controdeduzione alla segreteria della commissione. L'eventuale mancata costituzione dell'ufficio nel termine non produce alcun effetto sostanziale, potendo l'ufficio costituirsi anche in udienza, ma soltanto alcune decadenze processuali (ad es. l'impossibilità di produrre documenti prima dell'udienza, la notifica degli atti presso la segreteria della commissione ecc.).
Questa circostanza va ricondotta al fatto che mentre il contribuente è attore formale del procedimento che si avvia per sua iniziativa, l'attore sostanziale è l'Amministrazione che è chiamata davanti al giudice a dimostrare la fondatezza della propria pretesa.
La situazione processuale è la seguente:
- l'atto impositivo dell'amministrazione (attore sostanziale) deve indicare i fatti costitutivi della pretesa tributaria: non è ammessa l'allegazione di nuovi fatti successivamente all'emissione dell'atto stesso. La legge prevede che l'atto, in quanto provvedimento amministrativo debba essere motivato. I fatti e le motivazioni indicate nell'atto impugnato costituiscono l'oggetto del processo, essendo precluso alle parti l'estensione del contenzioso ad altri elementi estranei all'atto impugnato, almeno di regola;
- il ricorso del contribuente (attore formale) dovrà contenere l'indicazione dei fatti estintivi, impeditivi o modificativi della pretesa tributaria, tipici invece dell'atto di comparsa del convenuto nel processo civile. Si noti che l'allegazione di nuovi fatti successivamente al ricorso è preclusa, mentre è ammesso il deposito di documenti utili ad illustrare tali fatti e di memorie esplicative;
- le controdeduzioni dell'ufficio si limiteranno a contrastare i motivi del ricorso, senza poter introdurre nuovi fatti nella controversia e a proporre eventuali eccezioni non rilevabili d'ufficio.
Di regola, non è consentito impugnare un atto contestando vizi di un atto presupposto non precedentemente impugnato: ad esempio in caso di impugnazione del ruolo conseguente ad un avviso di accertamento, non è ammissibile il ricorso che contesti nel merito la fondatezza dell'accertamento, ma il ricorrente dovrà evidenziare eventuali vizi propri del ruolo. La regola dell'impugnazione degli atti esclusivamente per vizi propri, conosce un'importante eccezione quando il ricorrente ritiene di contestare l'irregolare notifica dell'atto presupposto. In tale circostanza, egli non avendo potuto impugnare a suo tempo l'atto non notificato o notificato irregolarmente, potrà proporre contestazioni di merito in sede di impugnazione dell'atto conseguente (così se si contesta la notifica dell'accertamento, si può attendere la notifica del ruolo e impugnando quest'ultimo contestare la mancata notifica dell'accertamento e nel merito anche la sua fondatezza). Il giudice, se ritiene fondato il vizio di notifica, deve qualora sia stato domandato nel ricorso, pronunciarsi anche sul merito.

### Svolgimento del processo
Il presidente della commissione, dopo la costituzione del ricorrente con il deposito del ricorso, assegna il fascicolo ad una sezione.
Il presidente di sezione, scaduti i termini per la costituzione delle parti, esamina in via preliminare il ricorso.
Se il ricorso è manifestamente inammissibile (es. tardivo) il presidente dichiara con decreto l'estinzione del procedimento. Ai sensi dell'art. 28 D.Lgs. 546/1992, contro il decreto presidenziale il ricorrente può proporre entro 30 giorni dalla comunicazione, reclamo al collegio. La commissione decide con sentenza se dichiara l'estinzione del processo, altrimenti dispone con ordinanza la prosecuzione del giudizio.
Salvo il caso sopra indicato, il presidente nomina il relatore e fissa l'udienza di trattazione della causa. Dalla data della comunicazione da parte della segreteria alle parti costituite devono trascorrere 30 giorni liberi prima dell'udienza. Possono essere depositati documenti fino a 20 giorni liberi prima dell'udienza, memorie fino a 10 giorni liberi prima e repliche fino a 5 giorni prima.
La causa è normalmente trattata in camera di consiglio e viene immediatamente decisa, di regola, dopo l'esposizione da parte del relatore. La sentenza è pubblicata entro 30 giorni presso la segreteria della commissione.
Le parti anche con istanza successiva al ricorso possono chiedere che la causa sia discussa in pubblica udienza. In tal caso dopo l'esposizione del relatore, il presidente ascolta brevemente le parti presenti prima di decidere la causa.
Il processo è informato al cosiddetto principio dispositivo ovvero le parti devono indicare nei loro atti di causa le prove di cui intendono avvalersi per supportare le proprie ragioni. Tuttavia in casi eccezionali, le commissioni possono esercitare i poteri concessi agli uffici dalle singole leggi d'imposta per acquisire dati e notizie. Possono altresì disporre consulenze tecniche, quando la complessità della causa lo renda opportuno (art. 7).
In ogni caso non è ammesso il giuramento. È discussa l'ammissibilità della prova testimoniale. Secondo alcuni, in rispetto dei principi del giusto processo, per mantenere la parità tra le parti in causa, poiché l'ufficio può allegare nei propri documenti dichiarazioni di terzi (si pensi ai processi verbali di constatazione che frequentemente fanno riferimento a dichiarazioni di terzi), dovrebbe essere consentito anche al contribuente di allegare nella documentazione dichiarazioni di terzi. È comunque esclusa, almeno fino ad ora, la possibilità di richiedere l'audizione di testimoni in udienza, che tra l'altro, impedirebbe al procedimento di concludersi in una sola udienza (come è usuale quando non sono richiesti approfondimenti tecnici).
Particolarmente controversa e non completamente risolta è la questione circa la natura del procedimento e il conseguente contenuto della sentenza. Secondo la Cassazione (da ultimo Cass. 25104/2008) si tratta di un processo di impugnazione-merito, per cui il giudice investito del giudizio sull'atto, deve a pena di nullità della sentenza, giudicare il merito del rapporto tributario sottostante. Fa eccezione il caso in cui il giudice ravvisi un vizio grave e irreparabile dell'atto (ad esempio l'inesistenza della notifica o la totale assenza di motivazione), in cui ovviamente si limiterà ad annullare l'atto stesso. Negli altri casi, il giudice nei limiti delle richieste delle parti, non deve limitarsi ad annullare l'atto che egli ritenga non correttamente motivato, ma dovrà decidere sul merito del rapporto indicando una motivazione sostitutiva che riduca eventualmente la pretesa erariale.

### Il giudizio di appello e di cassazione
Al giudizio di appello si applicano, in quanto compatibili, le stesse disposizioni previste in primo grado.
Il ricorso in appello può essere proposto dalla parte soccombente in primo grado.
È stato abrogato l'articolo che prevedeva che l'ufficio deve preventivamente chiedere l'autorizzazione al responsabile regionale del contenzioso, a pena di inammissibilità dell'appello (art.3, co.1 lettera c) D.L. 25 marzo 2010, n. 40). Il termine è 6 mesi dal deposito in segreteria della sentenza (o di 60 giorni dalla notifica se la sentenza è notificata).
Due sono le norme che hanno fondamentale importanza in appello: il divieto di proporre domande nuove (art. 57) e la rinuncia alle domande non riproposte (art. 56).
Il giudizio di appello consiste infatti in un riesame degli elementi proposti in primo grado. Le domande già proposte in primo grado e quindi le uniche ammissibili (con l'eccezione di quella per gli interessi maturati dopo la sentenza di primo grado), devono essere dedotte dagli atti introduttivi del giudizio, che come detto delimitano anche in primo grado l'oggetto della causa, ovvero il ricorso e l'atto impugnato. Esse devono essere intese come i fatti costitutivi della pretesa tributaria (che emergeranno dall'atto impugnato) e come i fatti impeditivi, modificativi o estintivi della stessa (che si rileveranno dal ricorso).
Particolarmente insidiosa è la questione delle domande non riproposte che si ritengono abbandonate. Essa è ovviamente rilevante in caso di soccombenza totale di una parte, qualora con il ricorso in primo grado siano proposte più domande o all'opposto l'atto impugnato contenesse più di un fatto costitutivo della pretesa tributaria. In tal caso, si ritiene che la parte rinunci alle domande che non ripropone nel ricorso d'appello. Ancora più rilevante è il caso di soccombenza parziale di entrambe le parti. In questo caso la parte più diligente depositerà l'appello principale. L'altra parte potrà limitarsi a contrastare le domande dell'appellante con atto di controdeduzioni ed in tal caso si riterranno abbandonate le questioni su cui era stata sconfitta in primo grado. Oppure potrà negli stessi termini depositare un appello incidentale, con cui proporre le questioni su cui era soccombente.
Il giudice deve pronunciarsi sull'ammissibilità e sul merito di entrambi i ricorsi. Tuttavia qualora l'appello incidentale sia proposto oltre il termine per appellare, ma entro i 60 giorni dalla notifica dell'appello principale; l'inammissibilità dell'appello principale produce inammissibilità anche di quello incidentale (cosiddetto appello incidentale tardivo).
In ogni caso il giudizio di appello si configura come un mezzo di impugnazione sostitutivo, nel quale il giudice è tenuto a riesaminare nel merito le questioni proposte dalle parti e non può limitarsi ad un giudizio di tipo rescissorio, cioè finalizzato al mero annullamento dell'atto o della decisione di primo grado (salvo che ricorrano eccezionali ipotesi di illegittimità dell'atto o che la sentenza di primo grado sia nulla ai sensi dell'art. 59 D.Lgs. 546/1992, in quest'ultimo caso provvederà a rinviare la causa alla commissione provinciale).
Contro la sentenza di appello è ammesso ricorso in Cassazione secondo le norme del codice di procedura civile, per i motivi indicati dall'art. 360 dal n. 1 al n. 5. Le parti devono essere assistite da avvocati abilitati alla difesa in Cassazione: l'ufficio può avvalersi dell'Avvocatura dello Stato.
Quando il ricorso è proposto per uno dei motivi indicati nei numeri da 1 a 4 (violazione norme sulla giurisdizione; violazione norme sulla competenza; violazione o falsa applicazione di norme di diritto; nullità della sentenza o del procedimento), il motivo deve concludersi con la formulazione di un quesito di diritto.
Si noti che il quesito deve consentire alla Corte, pronunciando sullo stesso, di stabilire un principio di diritto applicabile alla generalità dei casi e sostitutivo di quello utilizzato dal giudice di merito (il quale nell'eventuale rinvio della decisione dovrà applicare il principio formulato dalla Corte). È pertanto essenziale, non solo che il quesito sia formulato con chiarezza e che ad ogni motivo di impugnazione corrisponda un quesito, ma anche che il quesito sia attinente alla causa, essendo inammissibile il ricorso in cui è indicato un quesito generico, non suscettibile di immediata applicazione nella causa in oggetto.
Nel caso indicato al n. 5 (omessa, insufficiente o contraddittoria motivazione su un punto decisivo della controversia), il ricorrente deve indicare con precisione il fatto controverso e la ragioni per cui la motivazione è illegittima.
Per effetto della legge 69/2009 nei ricorsi contro i provvedimenti pubblicati o depositati dopo il 4 luglio 2009 non è più richiesta la formulazione del quesito di diritto.

### Spese di lite
Nel contenzioso tributario vige il principio della soccombenza, che pone le spese del giudizio e gli onorari della difesa totalmente a carico della parte non vittoriosa. L'assistenza tecnica delle parti è obbligatoria.
La Commissione Tributaria può disporre la compensazione parziale o totale delle spese in caso di soccombenza reciproca o parziale, ricorrenza di altri giusti motivi (equità, convenienza o merito).
La compensazione deve essere esplicitamente motivata e può essere oggetto di impugnazione.

### Sospensione cautelare dell'atto impugnato
Il ricorso non sospende l'esecuzione dell'atto impugnato. Il D.lgs. 546/1992 ha previsto un'apposita tutela cautelare contro l'esecuzione dell'atto impugnato. Presupposti fondamentali della tutela cautelare sono il pericolo di un danno grave ed irreparabile (periculum in mora) e la fondatezza almeno teorica del ricorso (fumus boni iuris).
Il pericolo di danno grave deve essere valutato, non solo in rapporto all'entità della somma richiesta e alle condizioni patrimoniali del contribuente, ma anche in relazione all'atto impugnato. È evidente infatti che qualora si tratti di atti impositivi, come l'avviso di accertamento, il pericolo di danno sarà soprattutto legato al danno alla reputazione del contribuente, poiché tale atto necessita di un ulteriore passaggio (l'iscrizione a ruolo e la notifica della cartella di pagamento) prima di poter passare all'azione esecutiva. In ogni caso, l'iscrizione a ruolo in pendenza di ricorso deve limitarsi alla metà dell'imposta dovuta (vedi art. 15 D.P.R. 602/1973). Ben diversa è la situazione in caso di impugnazione di atti riscossivi, quali la cartella di pagamento, che costituiscono già titolo esecutivo per l'esecuzione forzata.
L'istanza si propone con il ricorso o separatamente (ma in tal caso va notificata alle parti e depositata in segreteria).
Il presidente fissa con proprio decreto l'udienza di trattazione, nella prima camera di consiglio (o pubblica udienza se richiesta) utile da cui intercorrano almeno dieci giorni liberi (art. 47 D.Lgs. 546/1992). Se si ravvisa un pericolo di danno imminente, lo stesso decreto motivato sospende provvisoriamente l'atto fino alla riunione del collegio.
Il collegio, sentite le parti, decide con ordinanza. La decisione deve tener conto dell'astratta fondatezza del ricorso, tuttavia data la sommarietà del procedimento essa non deve e non può tradursi in giudizio anticipato sul merito.
L'ordinanza di sospensione resta efficace fino alla pronuncia di merito del collegio: l'udienza deve essere fissata entro 90 giorni dalla pronuncia dell'ordinanza sospensiva. La sospensione può essere subordinata alla prestazione di idonea garanzia da parte del contribuente.
Pur nel silenzio della legge, secondo un'interpretazione della stessa una tutela cautelare deve ritenersi ammissibile anche in secondo grado (salvo ovviamente l'onere di dimostrare il fumus "aggravato" dalla sentenza sfavorevole della commissione provinciale). Si ritiene infatti che la sospensione sia ammissibile, non solo per le sanzioni (per cui è espressamente prevista dall'art. 19 c. 2 D. Lgs. 472/1997) ma anche per l'intero atto impugnato. In caso contrario, il contribuente resterebbe esposto all'esecuzione dell'atto tra la sentenza di primo grado e quella di secondo grado.
Secondo alcuni un'ulteriore tutela sarebbe ammissibile anche in Cassazione, in applicazione del procedimento previsto dall'art. 373 c.p.c. (a cui rinvierebbe l'art. 62 D.Lgs. 546/1992 riferendosi alle norme di procedura civile applicabili al ricorso in cassazione). In tal caso, l'istanza dovrebbe essere indirizzata al presidente della commissione che ha emesso la sentenza da sospendere (quindi, di norma, regionale).

## Normativa
- Legge delega 30/12/1991 n.413 (art.30)
- Delegato attuativo 31/12/1992 n.546